# Rudolf von Valentini

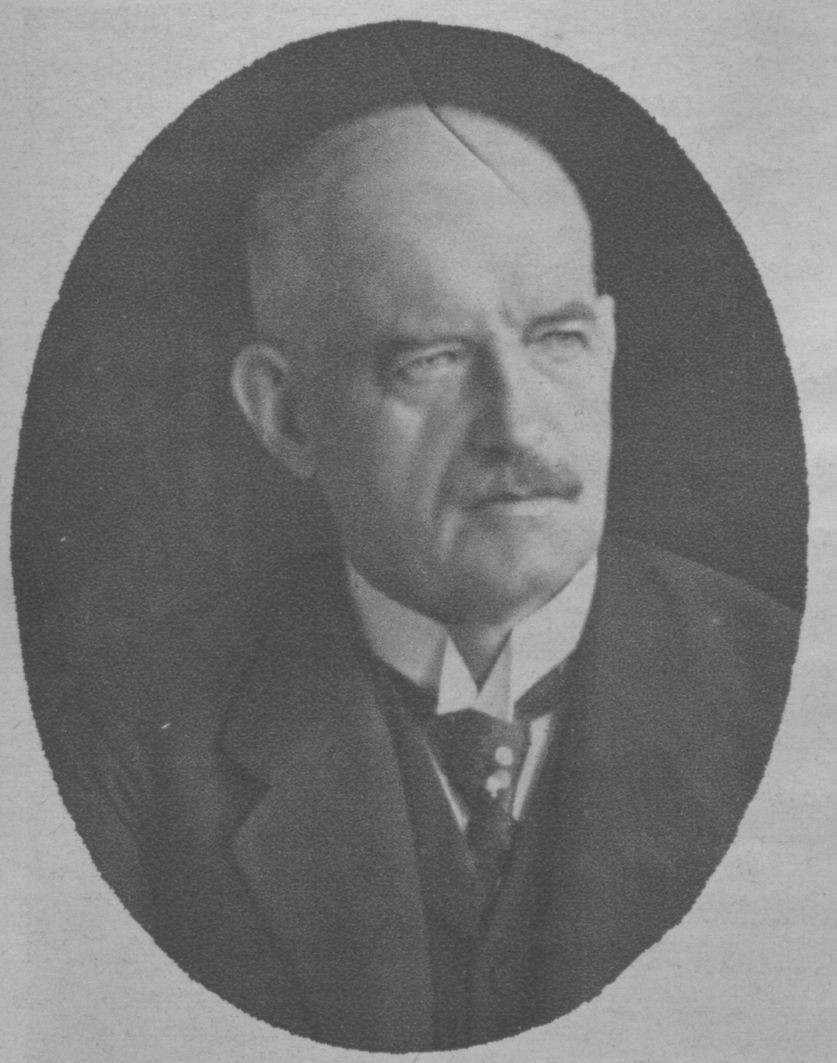
Rudolf von Valentini, um 1918

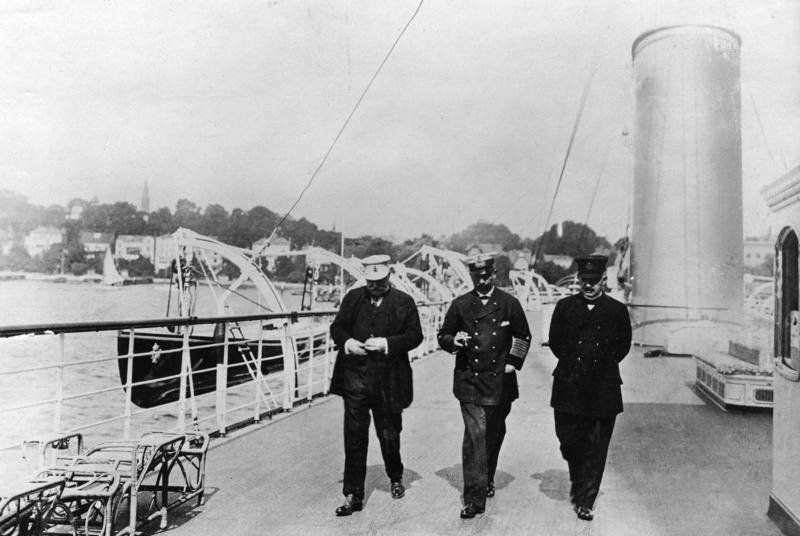
Bernhard von Bülow, Kaiser Wilhelm II. und Rudolf von Valentini (von links nach rechts) an Bord der Hohenzollern in Kiel, 1908

Rudolf von Valentini (* 1. Oktober 1855 in Crussow bei Angermünde; † 18. Dezember 1925 in Hameln) war ein deutscher Verwaltungsbeamter und Politiker. 

## Leben
Rudolf von Valentini war Sohn eines preußischen Heeresoffiziers. Er studierte in Straßburg und Leipzig Rechtswissenschaften. Er war seit 1876 Mitglied der Studentenverbindung Canitz-Gesellschaft Leipzig. Seit 1879 war er Referendar bei der Regierung in Köslin. 1882 wechselte er in die Verwaltung und ab 1886 war er Regierungsassessor in Königsberg. Von 1888 bis 1899 war er Landrat des Kreises Hameln. Als Geheimer Regierungsrat trat er 1899 in das Geheime Zivilkabinett Kaiser Wilhelms II. in Berlin ein, wo er 1902 zum Geheimen Oberregierungsrat befördert wurde. 1906 wurde er als Nachfolger von Kurt von Dewitz Regierungspräsident in Frankfurt (Oder) und 1908 Chef des Geheimen Zivilkabinetts. In dieser Funktion unterstützte er Bethmann Hollwegs Ernennung zum Reichskanzler und wurde dessen engster Mitarbeiter. Beide waren Gegner der Flottenpolitik sowie der daraus folgenden Konfrontationspolitik mit Großbritannien. Valentini sorgte im Herbst 1916 für General Erich von Falkenhayns Rücktritt als Chef der Obersten Heeresleitung und dessen Ersetzung durch Feldmarschall Paul von Hindenburg und General Erich Ludendorff. Valentini wirkte im August 1916 auf Kaiser Wilhelm II. ein, den Krieg fortzuführen. Im Mai 1917 versuchte er erfolglos, den Sturz Hollwegs abzuwenden und wirkte im Anschluss auf eine Nachfolge durch Georg Michaelis hin.
Sein Rücktritt am 17. Januar 1918 erfolgte auf Druck Ludendorffs. Nachfolger als Chef des Zivilkabinetts wurde Friedrich von Berg, der als unbedingter Verfechter eines Siegfriedens nach den Erwartungen Ludendorffs und Hindenburgs stärker als Valentini den Durchhaltewillen des bekannt wankelmütigen Kaisers befördern sollte.
Valentini war seit 1908 Ehrenmitglied der Niederlausitzer Gesellschaft für Anthropologie und Altertumskunde, ab 1913 Mitglied der Paläontologischen Gesellschaft sowie seit 1914 Ehrenmitglied der Preußischen Akademie der Wissenschaften.